# 費加亞體育會
費加亞體育會（阿拉伯语：‎）是一家位于阿曼芬贾的职业足球俱乐部，参与阿曼职业足球联赛。費加亞是阿曼職業足球聯賽夺冠次数最多的俱乐部，共 9 次夺得冠军；此外，球隊亦获得过 9 次阿曼国内杯赛冠军、2 次联赛杯冠军以及 1 次超级杯冠军。

## 錦標
- 阿曼職業足球聯賽

- 1976-77, 1978–79, 1983-84, 1985-86, 1986–87, 1987-88, 1990–91, 2011-12, 2015-16

- 蘇丹卡布斯盃

- 1975, 1976, 1978, 1985, 1986, 1987, 1989, 1991, 2013-14

- 阿曼職業聯賽盃

- 2014-15

- 阿曼超級盃

- 2012, 2015